# 董湘昆
董湘崑（1927年6月14日—2013年5月26日），男，汉族，天津宝坻人，中国京东大鼓表演艺术家，中国曲艺家协会会员，天津市曲艺家协会理事，国家级非物质文化遗产京东大鼓代表性传承人。

## 生平[3][4][5][6]
1927年，董湘崑出生于今天津市宝坻区方家庄镇何家庄村。
1952年，开始在印刷行业基层工会文工团演出。
1953年，参加天津广播电台业余广播曲艺组学习演唱。
1953年，担任和平区工人俱乐部业余曲艺团团长。
1954年，拜刘文斌为师。
1956年，参加全国职工曲艺会演和全国会演、全国调演。1956年，获得全国职工会演一等奖。1982年，获得天津市文化局和天津市总工会授予的“工人业余曲艺家”称号。1982年，获得全国工会积极分子奖章。
1987年8月，自天津市包装印刷装潢公司的工人岗位上退休。
2009年，被确认为国家级非物质文化遗产京东大鼓代表性传承人。
2013年5月26日11时30分，在天津去世，终年86岁。

## 备注
1. ↑  常误作“董永庆”[1]。
2. ↑  由于“崑”被视为异体字，故也常作“董湘昆”[1]。